# Secretaria de Estado de Governo e Gestão Estratégica de Mato Grosso do Sul
| Secretaria de Governo e Gestão Estratégica                                    |                                                                      |
| Avenida do Poeta, s/n - Parque dos Poderes, bloco 8 Campo Grande, MS Segov-MS |                                                                      |
| Criação                                                                       | 28 de fevereiro de 1990; recriada em 15 de janeiro de 1996 (29 anos) |
| Atual secretário                                                              | Rodrigo Perez                                                        |

A Secretaria de Estado de Governo e Gestão Estratégica de Mato Grosso do Sul (Segov-MS) é o órgão estadual que presta assessoria direta ao governador do estado, além de gerenciar diversas ações de governo. É uma das 12 secretarias que integram o Governo de Mato Grosso do Sul.

## História
Criada em fevereiro de 1990, teve como primeiro secretário Olavo Villela de Andrade. Foi extinta em maio de 1991, mas foi recriada em janeiro de 1996. Em janeiro de 2003, ganhou a denominação de Secretaria de Estado da Coordenação-Geral de Governo.
Voltou à denominação original quatro anos mais tarde. Em janeiro de 2015, foi adotada a denominação atual. Em março de 2017, a Secretaria de Estado da Casa Civil foi fundida mais uma vez com a Segov e assumiu suas atribuições.

## Atribuições
Órgão de primeiro escalão que assessora o governador, tem como atribuições prestar apoio financeiro e administrativo às demais instituições públicas estaduais, coordenar e monitorar ações do governo e fazer a articulação política com prefeitos, vereadores e a Assembleia Legislativa. Sob gestão da Segov, estão também as atividades de cerimonial, comunicação, defesa civil e articulação com o governo federal.

## Lista de secretários
| Nº | Nome                               | Início do mandato       | Fim do mandato          | Governador             | Notas e referências                | Órgão                                                |
| 1  | Olavo Villela de Andrade           | 28 de fevereiro de 1990 | 14 de março de 1991     | Marcelo Miranda        | [ 2 ]                              | Secretaria de Estado de Governo                      |
| 2  | Ary Rigo                           | 15 de março de 1991     | 7 de maio de 1991       | Pedro Pedrossian       | [ 11 ]                             | Secretaria de Estado de Governo                      |
| 3  | Plínio Rocha                       | 15 de janeiro de 1996   | 31 de dezembro de 1998  | Wilson Barbosa Martins | [ 3 ] [ 12 ]                       | Secretaria de Estado de Governo                      |
| 4  | Vander Loubet                      | 1º de janeiro de 1999   | 1º de agosto de 2000    | Zeca do PT             | [ 13 ] [ 14 ]                      | Secretaria de Estado de Governo                      |
| 5  | Ronaldo Franco                     | 1º de agosto de 2000    | 3 de outubro de 2000    | Zeca do PT             | [ 15 ] [ 16 ]                      | Secretaria de Estado de Governo                      |
| 6  | Vander Loubet                      | 4 de outubro de 2000    | 19 de outubro de 2000   | Zeca do PT             | [ 17 ]                             | Secretaria de Estado de Governo                      |
| 7  | Ben-Hur Ferreira                   | 19 de outubro de 2000   | 4 de abril de 2002      | Zeca do PT             | [ 18 ]                             | Secretaria de Estado de Governo                      |
| 8  | Saulo Monteiro de Souza            | 4 de abril de 2002      | 11 de julho de 2002     | Zeca do PT             | [ 19 ]                             | Secretaria de Estado de Governo                      |
| 9  | Marcos Alex Azevedo de Melo        | 11 de julho de 2002     | 18 de dezembro de 2002  | Zeca do PT             | [ 20 ] [ 21 ]                      | Secretaria de Estado de Governo                      |
| 10 | Paulo Duarte                       | 1º de janeiro de 2003   | 30 de julho de 2004     | Zeca do PT             | [ 22 ] [ 23 ]                      | Secretaria de Estado da Coordenação-Geral de Governo |
| 11 | Raufi Marques                      | 30 de julho de 2004     | 31 de dezembro de 2006  | Zeca do PT             | [ 24 ] [ 25 ]                      | Secretaria de Estado da Coordenação-Geral de Governo |
| 12 | Osmar Jeronymo                     | 1º de janeiro de 2007   | 1º de julho de 2010     | André Puccinelli       | [ 26 ] [ 27 ]                      | Secretaria de Estado de Governo                      |
| 13 | Carlos Henrique dos Santos Pereira | 1º de julho de 2010     | 4 de outubro de 2010    | André Puccinelli       | [ 28 ]                             | Secretaria de Estado de Governo                      |
| 14 | Osmar Jeronymo                     | 4 de outubro de 2010    | 16 de julho de 2012     | André Puccinelli       | [ 27 ] [ 29 ]                      | Secretaria de Estado de Governo                      |
| 15 | Carlos Roberto de Marchi           | 16 de julho de 2012     | 29 de outubro de 2012   | André Puccinelli       | [ 30 ] [ 31 ]                      | Secretaria de Estado de Governo                      |
| 16 | Osmar Jeronymo                     | 29 de outubro de 2012   | 25 de abril de 2013     | André Puccinelli       | [ 27 ] [ 32 ]                      | Secretaria de Estado de Governo                      |
| 17 | Simone Tebet                       | 25 de abril de 2013     | 4 de janeiro de 2014    | André Puccinelli       | [ 33 ] [ 34 ]                      | Secretaria de Estado de Governo                      |
| 18 | Osmar Jeronymo                     | 4 de janeiro de 2014    | 12 de dezembro de 2014  | André Puccinelli       | [ 35 ] [ 36 ]                      | Secretaria de Estado de Governo                      |
| 19 | Carlos Roberto de Marchi           | 12 de dezembro de 2014  | 31 de dezembro de 2014  | André Puccinelli       | [ 31 ] [ 37 ] [ 38 ]               | Secretaria de Estado de Governo                      |
| 20 | Eduardo Riedel                     | 1º de janeiro de 2015   | 22 de fevereiro de 2021 | Reinaldo Azambuja      | [ 39 ] [ 40 ] [ 41 ] [ 42 ]        | Secretaria de Estado de Governo e Gestão Estratégica |
| 21 | Sérgio Murilo Mota                 | 22 de fevereiro de 2021 | 29 de junho de 2021     | Reinaldo Azambuja      | [ 43 ] [ 44 ] [ 45 ] [ 46 ] [ 47 ] | Secretaria de Estado de Governo e Gestão Estratégica |
| –  | Flávio César                       | 30 de junho de 2021     | 2 de dezembro de 2021   | Reinaldo Azambuja      | [ 45 ] [ 47 ]                      | Secretaria de Estado de Governo e Gestão Estratégica |
| 22 | Eduardo Rocha                      | 3 de dezembro de 2021   | 31 de dezembro de 2022  | Reinaldo Azambuja      | [ 48 ] [ 49 ] [ 50 ]               | Secretaria de Estado de Governo e Gestão Estratégica |
| 23 | Pedro Caravina                     | 1º de janeiro de 2023   | 1º de fevereiro de 2024 | Eduardo Riedel         | [ 51 ] [ 52 ] [ 53 ] [ 54 ] [ 55 ] | Secretaria de Estado de Governo e Gestão Estratégica |
| 24 | Rodrigo Perez                      | 1º de fevereiro de 2024 | Atualidade              | Eduardo Riedel         | [ 54 ] [ 55 ]                      | Secretaria de Estado de Governo e Gestão Estratégica |